# كمان 22 (طائرة دون طيار بعيدة المدى)

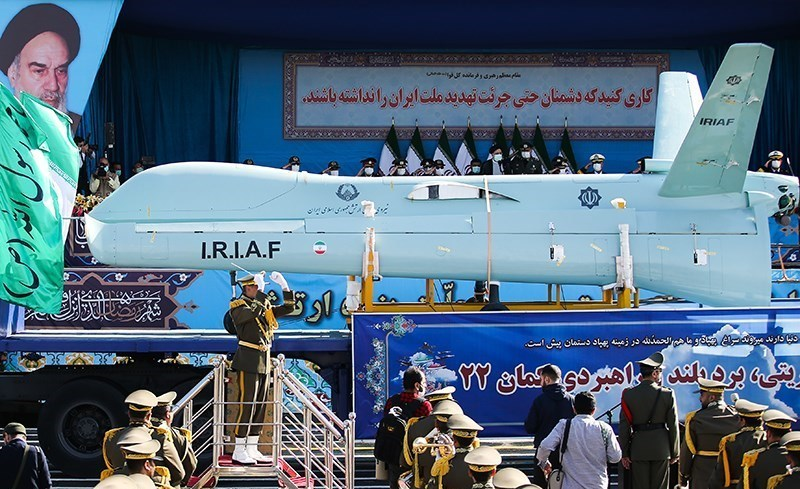
كمان 22 هي مركبة جوية قتالية إيرانية واسعة النطاق بدون طيار.

Kaman-22 UAV: هي أول طائرة مسيرة قتالية في العالم يصل مداها إلى 3000 كم، ذات جسم عريض إيرانية الصنع. تم الإعلان الرسمي عن طائرة كمان-22 أي (القوس-22) بدون طيار سنة 2021م. وقد تم تصميمها على أساس المتطلبات التشغيلية لسلاح الجو الإيراني. وهي مصممة لتكون قادرة على حمل جميع أنواع المعدات، حيث لها القدرة على حمل 300 كغ من المعدات العسكرية والذخيرة القتالية. بفترة تحليق تتجاوز 24 ساعة ومدى يصل إلى 3000 كيلومتر. فقد تم تزويدها بمعدات قتالية وبصرية ووسائل الحرب الإلكترونية، ووسائل تحديد ورصد وجمع المعلومات وتصوير الأهداف البعيدة، وهي بذلك ستضيف قدرة قتالية عالية لسلاح الجو الإيراني من خلال تزويدها بمجموعة متنوعة من الذخيرة الذكية. وهذه الطائرة بدون طيار أكبر من مثيلتها (كمان 12) التي تزن 450 كغ، والتي تستطيع حمل ما يصل إلى 100 كغ من الحمل القتالي. وتَستخدِم جمهورية إيران الطائرات المسيرة المجهزة بكاميرات المراقبة المختلفة وأنظمة الاستطلاع وجمع المعلومات الإلكترونية في عمليات حماية ورصد الحدود، بحسب تصريحات مساعد القائد العام للجيش الإيراني لشؤون العمليات، الأدميرال محمود موسوي، بعد مناورات قتالية كبرى مشتركة للطائرات المسيرة التابعة للقوة البحرية والبرية والجوية الإيرانية، شمالي إيران. وتمتلك إيران عدة أنواع من الطائرات المسيرة، منها (سلسلة مهاجر وسلسلة أبابيل وصادق وحازم وكمان)، وهي واحدة من الدول الخمس الأكثر تطوراً في صناعة الطائرات من دون طيار (درون) بعد الولايات المتحدة وإسرائيل وروسيا والصين، بحسب تصنيف (مركز المصلحة الوطنية الأمريكي) (The National Interest).

## الإعلان الرسمي
أعلنت جمهورية إيران عن طائرتها كمان-22 بعيدة المدى في 24 شباط/ فبراير 2021.
 حيث كشفت القوات الجوية في الجيش الإيراني عن نموذج لطائرتها المسيرة الجديدة كمان-22. وقال قائد سلاح الجو بالجيش الإيراني «اليوم وصلنا إلى مرحلة النضج الكامل في صنع أنواع مختلفة من الطائرات المسيرة، بما في ذلك الطائرات القتالية والاستطلاعية والحرب الإلكترونية بمهام مختلفة، وحصلنا على تقنيات تمكننا من إنتاج أنواع مختلفة من الطائرات المسيرة بناءً على احتياجات سلاح الجو، وفي المستقبل هناك أنواع أخرى من الطائرات المسيرة على جدول الأعمال».

## مواصفات الطائرة
تتميز هذه الطائرة الضخمة ذات الجسم العريض بالقيام بعمليات في مجال المراقبة والاستطلاع والقتال. كما وتتميز بمسافة تحليق تصل إلى 3000 كيلومتر، ومدة تحليق تبلغ أكثر من 24/ ساعة، ولها القدرة على حمل 300 كغم من المعدات العسكرية والذخيرة القتالية، كما وأنها قادرة على حمل أنواع المعدات كلها، وقادرة أيضاً على حمل مجموعة مختلفة من الذخيرة الحية. وهذه الطائرة بدون طيار مزودة بمعدات قتالية وبصرية ووسائل الحرب الإلكترونية، ووسائل تحديد ورصد المعلومات كلها، ومعدات تصوير الأهداف البعيدة. وأصبحت جمهورية إيران ضمن أكبر خمس دول في العالم بتصنيع وتشغيل الطائرات المسيرة.

## ردود أفعال
إيران: قال قائد القوة الجوية في الجيش الإيراني العميد عزيز نصير زادة، خلال زيارته التفقدية للمراحل النهائية من مشروع تصنيع طائرة كمان 22، إن هذه المسيرة "مزودة بحمولات قتالية وبصرية خاصة بالحرب الإلكترونية، وقد تم تصميمها بناءً على المتطلبات التشغيلية للقوة الجوية، وهي في المراحل النهائية من الإنتاج". وأشار زادة إلى أنها قادرة على الطيران لمدة 24 ساعة متواصلة بمدى 3000 كيلومتر، وتمتلك الإمكانيات الكافية لاكتشاف ورصد وجمع المعلومات وتصوير الأهداف البعيدة، وحمل مجموعة متنوعة من الذخيرة الذكية مما يمنحها قدرة قتالية عالية". وأجرى الجيش الإيراني، في مطلع كانون الثاني/ يناير 2021م، مناورات مشتركة للطائرات المسيرة التابعة لكل وحداته العسكرية، كما ونظّم عرضاً لأبرز منجزات وحدات الطائرات المسيرة العملياتية للقوات الـ4 للجيش. وجرى في تلك المناورة، تجربة طائرة "آرش" المسيرة الانتحارية، وطائرة "كرار" التي جهزت للمرة الأولى بصاروخ "آذرخش" جو-جو. وتستعمل إيران أنواعاً عِدّة من الطائرات المسيرة مثل "شاهد 129" و"مهاجر 6"، كما تنتج طائرات مقاتلة من نوع "كوثر" و"صاعقة".

## طالع أيضًَا
- الطائرات الايرانية بدون طيار
- مروحية شاهد 278
- مروحية شاهد 216
- مروحية شاهد 285
- حيدر (قناص)
- سرير 1 (طائرة بدون طيار)
- فطرس (طائرة من دون طيار)
- رعد 85 (طائرة بدون طيار)
- مهاجر (طائرة بدون طيار)
- مروحية طوفان 2
- شاهد 129

- بنها (شركة)
- سورنا 3 (روبوت)
- أميد (قمر صناعي)
- ذو الفقار (دبابة)